# 多琳·马西
多琳·芭芭拉·馬西（英語：Doreen Barbara Massey，1944年1月3日—2016年3月11日），當代英國社會科學與地理學家，主要研究包括馬克思地理學、女性主義地理學和文化地理學。

## 外部連結
- 公開大學個人頁面 （页面存档备份，存于）

DL	LAS	MSP		0	321 73J